# Avgasrekylator

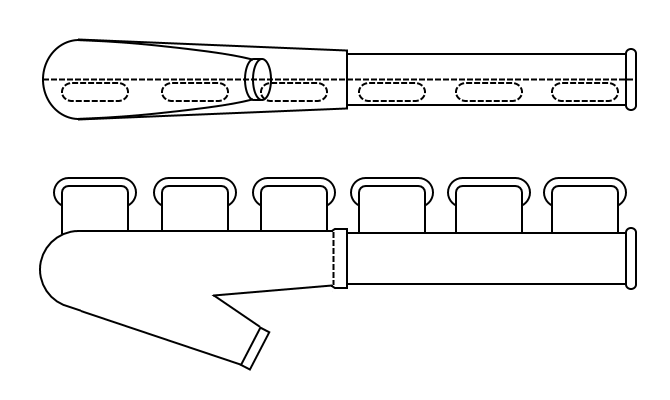
Avgasrekylator av saxofontyp för radmotor.

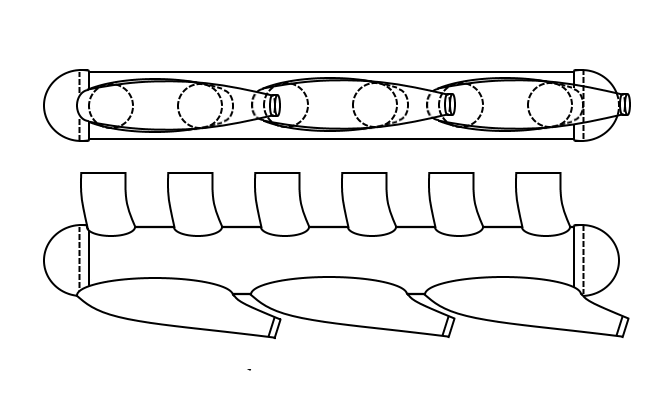
Trippelavgasrekylator för radmotor.

Avgasrekylator (engelska: exhaust ejector) är en typ av avgasrör till kolvmotorer som konverterar avgaserna från motorn till extra drivkraft genom att "rekylera" dem till en högre koncentrerad luftstråle. Detta används primärt till kolvmotordrivna flygplan för att ge motorn lite mer hästkrafter och brukar öka ett flygplans hastighet mellan 20 och 50 km/h beroende på flygplanstyp, motortyp och avgasrekylator etc.

## Funktion
En avgasrekylator fungerar genom att leda avgasrören från de många cylindrarna i en kolvmotor till en kombinerad kammare som sedan leder ut avgaserna till ett mindre antal avgasrör. Detta gör att det skjuts ut högre koncentrationer av avgaser än från normala avgasrör vilket fungerar lite som små jetstrålar. Den slutgiltiga effekten beror mest på kammarens form och antalet slutgiltiga avgasrör. Detta ska inte förväxlas med grenrör som enbart leder avgaserna från flera rör till ett större gemensamt rör. Dokument från Svenska krigsarkivet verkar även antyda att det skapas en form av efterförbränning i avgasrekylatorer likt en efterbrännkammare. Om detta är fallet är det en av anledningarna till den större drivkraften gentemot vanliga avgasrör.

## Historia
Avgasrekylatorer verkar först ha uppfunnits av Rolls-Royce Limited 1937 och spred sig ganska snabbt till olika länder precis innan och under andra världskriget. Många kända stridsflygplan som till exempel Bf 109, Hurricane och Spitfire använde alla avgasrekylatorer för att få extra prestanda. De nämns att trots den extra prestandan så ogillade många piloter avgasrekylatorer på grund av att de skapade mycket kraftigare ljusflammor än konventionella avgasrör vilket kunde blända piloten och skapade problem under mörkerstrid.
I Sverige blev avgasrekylatorer först vanliga under slutet av kriget och nämns på en detaljerad nivå först i dokument på flygplanet J 22 från 1944. Dock lär tekniken ha varit känd redan innan kriget och det är okänt ifall tidigare flygplan i det Svenska flygvapnet hade avgasrekylatorer. Kända svenska flygplan som använde avgasrekylatorer är Saab 21, Saab 18 och tidigare nämnda J 22.
Det bör nämnas att vissa flygplan fick flera hundra extra hästkrafter med hjälp av sina avgasrekylatorer på vissa höjder som till exempel de Haviland Hornet som fick hela 450 hästar på hög höjd med maxstyrka.